# Municipio de South Ross
El municipio de South Ross (en inglés: South Ross Township) es un municipio ubicado en el condado de Vermilion en el estado estadounidense de Illinois. En el año 2010 tenía una población de 1070 habitantes y una densidad poblacional de 7,68 personas por km².

## Geografía
El municipio de South Ross se encuentra ubicado en las coordenadas 40°18′16″N 87°39′8″O / 40.30444, -87.65222. Según la Oficina del Censo de los Estados Unidos, el municipio tiene una superficie total de 139.27 km², de la cual 139,27 km² corresponden a tierra firme y (0 %) 0 km² es agua.

## Demografía
Según el censo de 2010, había 1070 personas residiendo en el municipio de South Ross. La densidad de población era de 7,68 hab./km². De los 1070 habitantes, el municipio de South Ross estaba compuesto por el 97,94 % blancos, el 0,65 % eran afroamericanos, el 0,09 % eran amerindios, el 0,28 % eran asiáticos, el 0,28 % eran de otras razas y el 0,75 % eran de una mezcla de razas. Del total de la población el 1,12 % eran hispanos o latinos de cualquier raza.